# Seiyō Kottō Yōgashiten
Seiyō Kottō Yōgashiten (jap. 西洋骨董洋菓子店, dt. „Laden westlicher Kuriositäten und Süßigkeiten“), auch bekannt als Antique Bakery, ist eine Manga-Reihe der japanischen Zeichnerin Fumi Yoshinaga aus den Jahren 1999 bis 2002. Die Reihe wurde als Dorama und Anime-Fernsehserie verfilmt und gewann 2002 den Kōdansha-Manga-Preis in der Kategorie Shōjo.
Das Werk handelt von einer von vier Männern betriebenen Konditorei und lässt sich in die Genres Comedy, Gourmet und Boys Love einordnen.

## Inhalt

### Handlung
Die Konditorei Antique wurde von Keiichirō Tachibana eröffnet, der den kleinen, unscheinbaren Laden mit Café zu einem der besten Tokios machen will. Dafür findet der Sohn aus reichem Hause in Yūsuke Ono bald einen talentierten Konditor, der jedoch schon oft den Job wechseln musste. Denn in Ono verlieben sich alle Männer um ihn herum und auch er verfällt oft seinen Kollegen, sodass er immer wieder Probleme verursachte. Doch Tachibana erkennt Ono wieder, den er nach seinem Coming-out am Ende der Oberschule zurückgewiesen und beleidigt hatte. Jetzt tut es ihm leid. Ono ist darüber hinweg und nur zu gewillt, bei Tachibana zu arbeiten, denn er würde sich gewiss nicht in ihn verlieben. Der junge Eiji Kanda stößt bald zu ihnen hinzu, der von Onos Backhandwerk begeistert ist und bei ihm in die Lehre gehen will. Schließlich kommt als weiterer Kellner Tachibanas Kindheitsfreund Kobayakawa hinzu, dessen Eltern bei ihm im Haus dienten. Wegen seiner Tollpatschigkeit kommt Kobayakawa nicht allein zurecht und nun soll Tachibana ihn mit dem Job im Antique unterstützen.
Mit der Zeit lernen die vier Männer einander besser kennen und die Zusammenarbeit gelingt immer besser. Doch neben der täglichen Arbeit mit manchen ungewöhnlichen Gästen – wie dem Geschäftsmann mittleren Alters, dessen versteinertes Gesicht sich nur bei Süßigkeiten im Antique aufhellt – begegnen ihnen immer wieder Hindernisse. Jean-Baptiste, früherer Lehrer und Liebhaber Onos, taucht auf, will ihn zurückgewinnen und lädt ihn nach Paris ein. Auch Tachibanas Exfreundin Muramatsu kommt ins Café, will hier aber vor allem ihren Frust von der Arbeit loswerden. Und Tachibanas Familie drängt ihn, endliche eine Familie zu gründen. Schließlich taucht in der Nachbarschaft ein Serienmörder auf, der eine auffällige Vorliebe für Süßigkeiten und für Männer hat. Es wird offenbart, dass Tachibana als Kind entführt wurde. Er kann sich nur noch daran erinnern, von seinem Täter täglich mit Kuchen gefüttert worden zu sein. Die Konditorei eröffnete er, um den bis heute nicht gefassten Täter doch zu finden. Bei dem nun aufgetauchten Mörder könnte es sich um den Entführer aus seiner Kindheit handeln und die Ermittlungen drehen sich wegen der Vorlieben des Täters auch um das Café.

### Charaktere
Keiichirō Tachibana (橘 圭一郎)
Der Sohn aus reichem Hause hat die kleine Konditorei mit Café eröffnet, in der man mit antikem Geschirr bedient wird und die sich in einem früheren Antiquitätenladen befindet – weswegen er den Namen Antique auswählte. Der 32-jährige war bis vor kurzem hoher Angestellter im Unternehmen seiner Eltern. Mit deren Geld eröffnete er auch den Laden, in dem er nun als Kellner arbeitet. Er selbst mag Süßigkeiten nicht besonders, hofft aber in seinem Laden viele Frauen kennenlernen zu können. Auch ist er nicht talentiert im Backen, sodass er Unterstützung sucht und in Form der drei anderen Männer findet.
Yūsuke Ono (小野 裕介)
In den in Frankreich ausgebildeten, sehr talentierten Konditor verliebt sich fast jeder Mann um ihn herum. Auch heterosexuelle Männer können seinem Charme nicht widerstehen. Durch den dadurch entstandenen Streit aber schon oft gekündigt oder sein Arbeitgeber musste schließen. Hin und wieder kann Ono auch nicht widerstehen, seinen Charme bewusst einzusetzen, wenn er sich verliebt hat. In der Küche aber hat er aber ein ruhiges, unauffälliges Auftreten. Seinen Charme und sein Playboy-Verhalten spielt er nur außerhalb der Arbeit aus. Er kennt Tachibana aus der Oberschule und ist entsprechend ebenfalls 32 Jahre alt. Seit seine Mutter eine Affäre mit einem Lehrer an seiner Schule hatte, hat Ono Angst vor Frauen und ist daher als Kellner nicht geeignet. Mit der Zeit kann er diese Angst ein Stück weit überwinden.
Eiji Kanda (神田 えいじ)
Der fröhliche, aber oft auch ordinäre 21-Jährige lernt bei Ono, den er bewundert, das Backhandwerk. Von Ono wird er – anders als von vielen anderen – als unattraktiv empfunden und kann auch dessen Charme widerstehen. Eiji ist ein Waise und war lange Zeit seiner Jugend einsam. Er strebte einmal eine Karriere als Boxer an, konnte diese aber wegen einer Netzhautablösung nicht fortführen. Als Lehrling ist Eiji schnell von allem begeistert und will, viel mehr als sein Meister es verstehen kann, mit aller Anstrengung lernen, so wie er früher für den Sport trainiert hat.
Chikage Kobayakawa (小早川 千影)
Der einfach gestrickte und kräftige, 34 Jahre alte Kindheitsfreund von Tachibana lernt bei ihm das Kellnern. Seine Familie dient im Haus der Tachibanas, doch er ist tollpatschig und stellt sich ungeschickt an. Entsprechend kann er nur schwer für sich selbst sorgen. Nun soll Tachibana dies, auch für Kobayakawas Familie, für seinen alten Freund tun, indem er ihn anstellt. Ono verliebt sich bald in den gutaussehenden Mann, doch Kobayakawa ist zu begriffsstutzig, um dessen gelegentliche Annäherungsversuche überhaupt zu begreifen. Deutlich größer als die drei Anderen und ständig mit einer Sonnenbrille auf der Nase, um seine empfindlichen Augen zu schützen, ist er der Auffälligste im Café.

## Konzeption und Veröffentlichung
Der Manga erzählt großteils über Kurzgeschichten aus dem Leben der vier Protagonisten und deren Alltag im Antique. Die meist komischen oder albernen Episoden drehen sich um die Interaktion zwischen den Vieren sowie mit deren Kunden. Nach und nach werden in diesen Episoden die Figuren eingeführt und Hintergrundgeschichten der Männer erzählt, ihre Charakterentwicklung und warum sie geworden sind, wie sie jetzt sind. Insbesondere im vierten und letzten Band liegt der Fokus stärker auf diesem eher ernsthaften, düsteren Teil der Episoden. Zunächst humorvoll beginnende Szenen können sich plötzlich zu ernsthaften wandeln, wenn sie in die Hintergrundgeschichte einer Figur eindringen. Die Darstellungen der Süßigkeiten werden von Yoshinaga bewusst intensiv und detailliert als eine Form von Fanservice platziert, auch wenn diese nicht zur eigentlichen Geschichte beitragen und keine tiefere, symbolische Bedeutung hätten. Die Beschreibungen und Erklärungen zum Gebäck sind von ihr oft aufwändig recherchiert.
Der Manga erschien von Juni 1999 bis September 2002 im Manga-Magazin Wings des Verlags Shinshokan. Die Einzelkapitel wurden von Juni 2000 bis September 2002 in vier Sammelbänden veröffentlicht. Bei Digital Manga Publishing erschien der Manga auf Englisch, Ching Win Publishing brachte eine chinesische Fassung heraus. Die englische Ausgaben erhielten eine Ausstattung, mit der die Cover nach Kratzen auf dem Bild nach dem abgebildeten Kuchen riechen.
Die Geschichten um die vier Männer wurden von Fumi Yoshinaga in Form von selbstveröffentlichten Dōjinshi fortgesetzt. Einige der insgesamt 14 Erzählungen sind erotischer oder pornografischer Natur und zeigen Yaoi-Geschichten mit Beziehungen zwischen eigentlich heterosexuellen Figuren oder führen die nur angedeuteten homosexuellen Beziehungen explizit aus. Sie drehen sich vor allem um den Konditor Ono, dessen Vergangenheit, Gegenwart und seine Fantasien. Diese expliziteren Geschichten, so Yoshinaga selbst, wären im Magazin Wings nicht möglich gewesen. Die Dōjinshi erschienen, trotz großer Beliebtheit in der Boys-Love-Fanszene, nicht bei einem Verlag oder in Übersetzung und wurden von Verlag und Magazin des offiziellen Teils der Serie auch nie beworben. Aoyama schätzt die Geschichten als keinesfalls nur pornografisch sein, sondern sie würden den Humor der Serie und die Blicke in die Charaktere fortführen.

## Einordnung in Genre und Werk der Autorin
Das Magazin, in dem die Serie erschien, richtet sich an jugendliche Mädchen und ist daher der Shōjo-Gattung zuzuordnen. Die Serie selbst wird von Kritikern wegen der erwachsenen Charaktere und entsprechender Themen eher dem an erwachsene Frauen gerichteten Josei zugeordnet, auch weil die meisten Charaktere im Alter von Mitte 20 bis Mitte 30 sind. Obwohl die Geschichte von Lesern und Kritikern in der Regel als, wenn auch ungewöhnlicher, Boys Love eingeordnet wird, da es auch um die romantischen Beziehungen zwischen Männern geht und gutaussehende Männer im Zentrum der Geschichten stehen, lehnte Yoshinaga diese Einordnung ab, da es sich um „echte Homosexuelle“ drehe. Die Einordnung der Leserinnen ist ihr aber bewusst wird von ihr akzeptiert. Das Werk soll von jedem so gelesen und eingeordnet werden, wie es für richtig empfunden wird. Xuan Bach Tran beschreibt Antique Bakery als „nicht einen BL-Manga, aber eine Shōjo-Serie mit viel BL-Aroma“. Tomoko Aoyama sieht das Werk als Shōjo-Serie, die viele BL-typischen Konventionen nutzt und parodiert. Grace En-Yi Ting nennt die wunderschönen Männer als der Tradition des BL entnommen, während die exotisierte, fetischisierte westliche Kultur – besonders französische Backkunst – und die damit verbundene dekorative Ästhetik dem Shōjo zuzuordnen ist.
Vor Antique Bakery hatte Yoshinaga bereits mehrere Geschichte bei Verlagen und Magazinen veröffentlicht, nachdem sie ihre Zeichnerkarriere mit Dōjinshi begonnen hatte. Die vorherigen Werke sind alle eindeutlig dem Genre Boys Love zuzuordnen, von dessen Konventionen sie sich mit dieser Serie entfernte. Dennoch wurde Antique Bakery besonders in der Boys-Love-Fanszene beliebt. Die Serie gehört bis heute zu den bekanntesten Werken von Yoshinaga und war ihr künstlerischer Durchbruch in Japan sowie international. In den späteren Werken, insbesondere in Kinō Nani Tabeta?, hielt Yoshinaga an einer an Realismus und Alltagsproblemen orientierten Darstellung von Homosexualität fest. Die Verbindung der Themen Homosexualität und Kochen findet sich sowohl in älteren als auch jüngeren Werken der Autorin. Auch Lektionen und Anleitungen finden sich in anderen ihrer Serien, wobei sie in Antique Bakery erstmals Lektionen fürs Kochen beziehungsweise Backen gibt. Diese sind als Anmerkungen neben oder Beschreibungen der Kuchen Teil des Mangas. Zuvor gingen diese Lektionen eher um Beziehungsfragen. Im ab 2007 entstandenen Kinō Nani Tabeta? sind dann vollständige Rezepte und Kochanleitungen zu finden. Auch im Zeichenstil entspricht Antique Bakery Yoshinagas übrigen Schaffen. Die Figuren sind meist mit rechteckigen Gesichtern gezeichnet, Bishōnen treten selten und eher als Parodien auf. Die Gestalt der Figuren ändert sich häufig je nach Situation und in komischen Szenen wechseln sie in deformierte, stark vereinfachte Form. Dabei verändert sich nicht nur deren Äußeres, sondern auch Persönlichkeit und Haltung. Das Aussehen der Figuren lässt auch nur wenig auf ihre Eigenschaften schließen: der 33-jährige Cafébetreiber wirkt eher wie Anfang 40, der mit großen Charme ausgestattete Ono wirkt meist unauffällig und schüchtern. Die Hintergründe sind einfach und minimalistisch, sodass der Blick des Lesers nicht von den Protagonisten und dem detailliert dargestellten Gebäck abgelenkt wird.

## Adaptionen

### Dorama
2001 wurde die elfteilige Dorama-Serie Antique – Seiyō Kottō Yōgashiten (アンティーク～西洋骨董洋菓子店～) produziert, Regie führten Katsuyuki Motohiro und Eiichirō Hasumi. Die Drehbücher schrieb Yoshikazu Okada. Der Sender Fuji TV strahlte die elf Folgen vom 8. Oktober bis zum 17. Dezember 2001 aus.

### Hörspielserie
Von 2003 bis 2004 erschienen in Japan vier von Shinshokan beauftragte Hörspiele zum Manga auf CD.

### Anime
2008 produzierten die Studios Nippon Animation und Shirogumi unter der Regie von Yoshiaki Okumura die Anime-Fernsehserie Seiyō Kottō Yōgashiten – Antique (西洋骨董洋菓子店 ～アンティーク～) zum Manga. Das Charakterdesign entwarf Akio Uchino und die künstlerische Leitung übernahm Tatsuo Shimamura. Die Tonarbeiten wurden geleitet von Hiroyuki Hayase und für die Kameraführung war Hitoshi Nishiyama verantwortlich. Die zuständigen Produzenten waren Hiroyuki Saitō, Kenichiro Hayafune, Kosuke Hosogai und Masato Seino.
Die Serie wurde vom 3. Juli 2008 bis zum 18. September 2008 von Fuji TV im Programm noitaminA ausgestrahlt. In den folgenden Wochen begannen die Ausstrahlungen durch die Sender Kansai TV, Niigata Sogo Television, Television Nishinippon Corporation und Tōkai TV. Der Sender Man-Ga zeigte den Anime in Italien. Eine englisch untertitelte Fassung wurde von The Right Stuf und auf YouTube veröffentlicht, eine chinesische erschien bei Top-Insight International.

#### Synchronisation
| Rolle               | Japanischer Sprecher (Seiyū) |
| ------------------- | ---------------------------- |
| Chikage Kobayakawa  | Eiji Hanawa                  |
| Keiichirō Tachibana | Keiji Fujiwara               |
| Eiji Kanda          | Mamoru Miyano                |
| Yūsuke Ono          | Shin’ichirō Miki             |

#### Musik
Die Musik der Serie wurde komponiert von Takefumi Haketa. Die Gruppe Chemistry produzierte den Vorspanntitel Life goes on – side K und den Abspanntitel Life goes on – side D.

### Film
In Korea wurde 2008 ein Realfilm zum Manga produziert, bei dem Min Gyu Dong Regie führte. Der Film kam am 13. November 2008 in die Kinos.

### Thailändische Serie
2021 kam in Thailand eine weitere Adaption des Mangas als Realserie heraus. Bei der Produktion von GMMTV mit dem Titel Baker Boys wurden die Hauptrollen übernommen von Thanat Lowkhunsombat (Poon/Keiichiro Tachibana), Prachaya Ruangroj (Weir/Yūsuke Ono), Purim Rattanaruangwattana (Krating/Eiji Kanda) und Pat Eksanegkul (P'Pooh/Chikage Kobayakawa).

## Rezeption und Analyse
Die Serie gehört bis heute zu den bekanntesten Werken von Yoshinaga und war ihr künstlerischer Durchbruch in Japan sowie international. Der Manga war das erste ins Englische übersetzte Werk Yoshinagas und wurde unter Leserinnen von Boys Love beliebt, sodass weitere Übersetzungen ihrer Werke folgten. Im Jahr 2002 gewann die Serie den Kōdansha-Manga-Preis für Shōjo-Serien. Die englische Übersetzung wurde 2007 für den Eisner Award in der Kategorie für die beste Übersetzung nominiert. Die Dorama-Adaption erhielt bei den japanischen Television Drama Academy Awards 2001 die Preise für die beste Serie, den besten Nebendarsteller, das Titellied, Musik, Casting, Vorspann sowie einen Sonderpreis für das Design der Süßigkeiten. Im Jahr darauf gewann die Fernsehserie beim Nikkan Sports Drama Grand Prix die Preise für das beste Drama und den besten Schauspieler.
Jason Thompson nennt die Serie eine kluge, erwachsene Komödie und ein „brillantes Juwel von einem Manga“. Wie nur selten ist die Geschichte nur für Erwachsene geschrieben und stellt mit ihren von den Charakteren aller sexuellen Orientierungen vorangetriebenen, klischeefreien Geschichten nebenbei auch Feinheiten der französischen Backkunst vor. Hinter den vergnüglichen Erzählungen entwickele sich eine düstere, ernsthaftere Geschichte, die sich erst im letzten Band offenbart. Der Erzählrhythmus sei exzellent, die Zeichnungen einfach, aber liebevoll, und die Dialoge könnten es mit großer Prosa aufnehmen. Die Serie mache glücklich, nicht weil sie so fröhlich sei, sondern wegen der realistischen Darstellung des wundervollen, manchmal schwierigen Alltagslebens. Sie setze sich realistisch mit den Problemen der Erwachsenen zwischen Mitte 20 und Mitte 30 auseinander, heitere aber auch immer wieder mit albernen, absurden Einlagen auf. Gelegentlich werde auf die schwierige Lebenssituation Homosexueller in Japan, beispielsweise im Arbeitsleben, Bezug genommen. Auch Klischees von Geschichten über Liebe zwischen Männern würden augenzwinkernd aufgegriffen. Ähnlich wie in Boys-Love-Mangas zeigten die „männlichen Männer“ „rauschhafte Entzückung“, doch hier nicht beim Sex, sondern wegen des köstlichen Essens. Der einfache Zeichenstil und Layout unterstützten den Fokus auf Erzählung, Dialoge und die ausdrucksstarken Mimiken. Die Köstlichkeit der Speisen werde nicht – wie sonst oft genretypisch – über deren besonders realistische Darstellung vermittelt, sondern durch deren ausführliche Beschreibung.
Das Library Journal nennt den Manga anlässlich der amerikanischen Ausgabe von einer tieferen Geschichte über wechselseitige Beziehungen der vier Männer, ihre Romanzen und Geheimnisse, die sich während Slapstick und Klamauk des Café-Alltags und rührenden Erzählungen über dessen Gäste langsam entwickele. Wie auch die köstlichen Süßigkeiten sei die Geschichte eine Mischung unterschiedlicher Zutaten: Shōjo, Yaoi und Kriminalgeschichte. Die Speisen seien so überzeugend dargestellt, dass sie dem Leser selbst Appetit machten. Im The Comics Journal beschreibt Noah Berlatsky eine von Fumi Yoshinaga erzählte Mischung von Zuckerbäckerei, Liebe und Erotik, in der jeder der Protagonisten seine Koch- und Backkunst mit Sexualität verbinde. Nach einigen eher langsamen und unmotiviert wirkenden Episoden steigere sich die Serie immer ausgefeiltere Albernheiten und vermische dies mit Lektionen über das Backen. Die kurzen Sitcom-Episoden seien perfekte Unterhaltung. Daneben werden die Hintergrundgeschichten der vier Protagonisten erzählt, die jedoch wenig glaubwürdig oder gar störend seien und in ihren Pop-freudianischen Erklärungen der Charaktere sei die Autorin eher schlecht beraten gewesen. Diese düsteren Teile der Serie, die zum Ende in den Vordergrund rücken, hätten den Manga für Berlatsky fast ruiniert und nur die bis zum Ende anhaltenden Albernheiten hätten sie retten können. Zeichnungen und Layout des Manga seien einfach gehalten: Yoshinaga beschränke sich auf einfache Bildraster und lasse Hintergründe oft gänzlich weg, habe aber eine Gabe für entzückende Gesichtsausdrücke.
Tomoko Aoyama und Xuan Bach Tran vergleichen den Manga mit anderen Werken von Fumi Yoshinaga. Laut Tran ist Darstellung prachtvoller und delikater Speisen (und Männer) nicht nur bloße Unterhaltung und Verkaufsargument für die Leserinnen, sondern unterstütze die schrittweise, komische oder dramatische Erzählung der komplexen Sexualitäten und Identitäten der Charaktere. Tran betrachtet besonders den Charakter Ono als homosexuelle Figur, der zunächst zwar offensichtlich Klischees der Rolle eines Uke (passiver Partner) erfülle, aber mit den gezeigten Facetten seiner mithin doppelten Persönlichkeit diese Klischees aufbreche und Raum für einen differenzierten Blick auf Homosexuelle schaffe. Während professionelles Kochen in Japan eine typische Männerdomäne ist, gilt das Backen von Süßspeisen darin wiederum als weiblich, wodurch Ono eine Nische für sowohl die männlichen als auch die weiblichen Teile seiner Persönlichkeit hat. Mit seiner charmanten Persönlichkeit wird er nicht nur für die Leserinnen, sondern auch für Frauen in der Geschichte – zusammen mit den von ihm zubereiteten köstlichen Süßigkeiten –  selbst zum Objekt der Begierde und fetischisiert. Auch andere Charaktere vereinten sowohl männlich und weiblich zugeschriebene Eigenschaften, ebenso wie der Ort der Handlung als von Männern geführte Konditorei. Immer wieder stelle Yoshinaga auch die Vorurteile gegenüber Homosexuellen und deren Probleme in der japanischen Arbeitswelt und das Leugnen der Existenz von Homosexuellen in vielen Berufen schonungslos dar. Darin zeige sich ihre feministische, gesellschaftskritische Haltung. Die Konditorei, die in diesem Falle bis lange in die Nacht offen hat, um möglichst viele Menschen zu erreichen, aber auch klein und überschaubar ist, mache Yoshinaga zum Ort dieser Konfrontation und des neuen Ausverhandelns von Sexualität und Identität. Sowohl Tran als auch Aoyama sehen in der Konditorei auch eine Vermengung japanischer Begriffe von Exotik oder des Besonderen (hare) und des Alltäglichen (ke): Exotische (französische) Süßigkeiten, die ungewöhnliche Situation des von Männern geführten Cafés und als exotisch wahrgenommene Homosexualität verbinden sich mit dem alltäglichen, gewöhnlichen Konsum durch die Gäste. Während hare mit Männlichkeit und Kochen als Profession verbunden werde, sei ke mit Weiblichkeit und Kochen als Haushaltsarbeit verbunden. Mit ihrem Werk habe Yoshinaga auf eine clevere Weise BL und Gourmet-Genre miteinander verbunden, ohne die Beziehungen der vier Männer zueinander zu extrem als queer zu zeichnen, und damit die Debatte um Identität und Sexualität, um Vorurteile über Homosexualität und Männlichkeit in der japanischen Gesellschaft um eine diverse und komplexe Note bereichert. Auch die unsteten Charaktere, der wechselnde, teils deformierte Zeichenstil und dass man schlecht vom Äußeren auf die Charaktereigenschaften schließen könne, trage zum Aufbrechen von Urteilen über Sexualität, Identität, Alter, Beruf und Status bei. Dies gelte nicht nur für die Protagonisten, sondern auch bei vielen der Besucher stellen sich erste Erwartungen als falsch oder unvollständig heraus. Als weitere Botschaft der Serie stellt Aoyama heraus, dass das Alltagsleben kein Ende, keine abschließende Auflösung von Konflikten kennt, sondern einfach weiter geht – so wie es die übergreifende Handlung von Antique Bakery und die vielen Episoden verdeutlichen und wie es auch von den Protagonisten selbst ausgesprochen wird, die keine endgültige Lösung oder Bewältigung ihrer Probleme und Traumata erwarten.
Obwohl die Darstellung der Süßigkeiten meist ohne symbolische Bedeutung sei, wie Yoshinaga betont, sieht Grace En-Yi Ting in ihnen gerade deswegen ein Abbild davon, wie aufwändige Süßigkeiten häufig in der Kultur der vergnüglichen Selbst-Parodie dienen. Die vermeintlich inhaltsleeren und nur einfachem Vergnügen dienenden Süßigkeiten seien Weg und Mittel, die Charaktere zu ergründen, während auch über das Backwerk selbst viel verraten wird. Auch greife Yoshinaga feministische Kritik am Umgang mit Frauen auf, beispielsweise als Objekt des male gaze. Zusätzlich wirft sie auch einen kritischen Blick auf das Verhalten von Frauen, die in ähnlicher Weise (homosexuelle) Männer zum Objekt ihrer Fantasien machen. Hinter die Oberflächlichkeit beziehungsweise diese nur auf die Oberfläche der Charaktere gerichteten Blicke versuche Yoshinaga zu schauen und davon ausgehend komplexere Beziehungen und Identitäten zu erzählen. In ihrer Kritik an Homophobie oder Sexismus bleibe Yoshinaga jedoch darin zurück, diese mit individuellen Traumata zu erklären und blende sie als strukturelle Probleme aus. Dennoch liefere sie mit dem Manga die Botschaft eines selbstkritischen Feminismus, erfüllt mit Lust und Humor.